# Al-Itihhad al-Islamiya
|  | «Unió Islàmica» redirigeix aquí. Vegeu-ne altres significats a «Ittihad-i Muhammedi Djemiyyeti». |

Al-Itihaad al-Islamiya (variants del nom: Al-Itihhad al-Islamiya, Al-Itihad al-Islamiya, Al-Itihaad al-Islamiya, Al-Itihhad al-Islamiyya i Al-Itihad al-Islamiyya; àrab: الاتحاد الإسلامية, al-Ittiḥād al-Islamiyya, ‘Unió Islàmica’), fou una antiga organització islamista de Somàlia; fou coneguda també per l'anagrama AIAI. Els Estats Units li atribuïren vincles amb Al-Qaeda.
Es va formar els anys noranta suposadament sota inspiració d'Ossama bin Laden amb l'ànim de crear un estat islàmic a Somàlia. AIAI va crear diverses corts islàmiques. Els seus vincles amb Al-Qaeda són posats en dubte per alguns experts que consideren que l'organització fou un autèntic moviment social amb diverses faccions de clans locals més o menys radicals. El finançament va venir d'homes de negocis de l'Aràbia Saudita, de la comunitat somali de Kenya i altres expatriats somalis. La seva milícia va arribar a tenir un miler d'homes armats.
Un article a un diari americà li atribuí vincles amb Al-Barakat un conglomerat empresarial somali que estaria implicat en el finançament dels atemptats de l'11 de setembre, però la comissió d'investigació va rebutjar aquesta procedència dels fons utilitzats en l'atemptat. Estats Units li va atribuir haver cooperat en l'atemptat contra les ambaixades americanes a Nairobi i Dar es Salaam el 1988. El 7 de març de 1999 Etiòpia va anunciar que havia fet una incursió a Ballanbale per buscar membres del grup que haurien segrestat a personal mèdic
El 24 de setembre del 2001, les comptes o interessos d'al-Itihaad al-Islamiya als Estats Units foren congelades per l'orde executiva 13224, que es va fer extensiva després al seu cap Hassan Dahir Aweys. El juny del 2004 Hassan Abdullah Hersi al-Turki, esdevingut cap de l'organització, fou igualment sancionat per connexió amb Ossama Bin Laden
Segons Estats Units Al-Qaeda feia servir la base d'al-Itihaad a l'illa de Ras Kiyemboni, al sud de Kismaayu i prop de la frontera amb Kenya. Altres informacions indicaven que Kiyemboni era elcamp propi d'Al-Qaeda i que al-Itihaad tenia el seu camp a Las Qoray, a Somalilàndia, a la zona ocupada per Puntland al Sanaag. Després de l'11 de setembre del 2001 aquests camps foren desmantellats i centenars de militants van buscar seguretat a zones tribals al Iemen.
Poc després l'organització es va dissoldre i es va integrar a la Unió de Corts Islàmiques de les que el xeic Aweys va passar a ser un dels caps. Hassan Al-Turki va passar a dirigir Hizbul Shabaab, El Moviment de la Joventut, on després el va succeir Aden Hashi Farah "Eyrow"